# ポリアミドイミド
ポリアミドイミド (英: Polyamide-imide PAI)  はポリアミドとポリイミドの両方の特性を併せ持つスーパーエンジニアリング・プラスチック。

## 概要
耐熱性を備える熱可塑性樹脂で射出成型が可能で耐熱温度は275℃前後にも達し、耐油性に優れ、高温下でも耐摩耗性や摺動特性が維持され、線膨張係数も小さい。トーロンの商標で販売される。

## 用途
- 精密機器
- 自動車部品
- 航空宇宙
- 家電
- 医療機器
- 電気・電子分野